# Diabasbrytning i Sverige

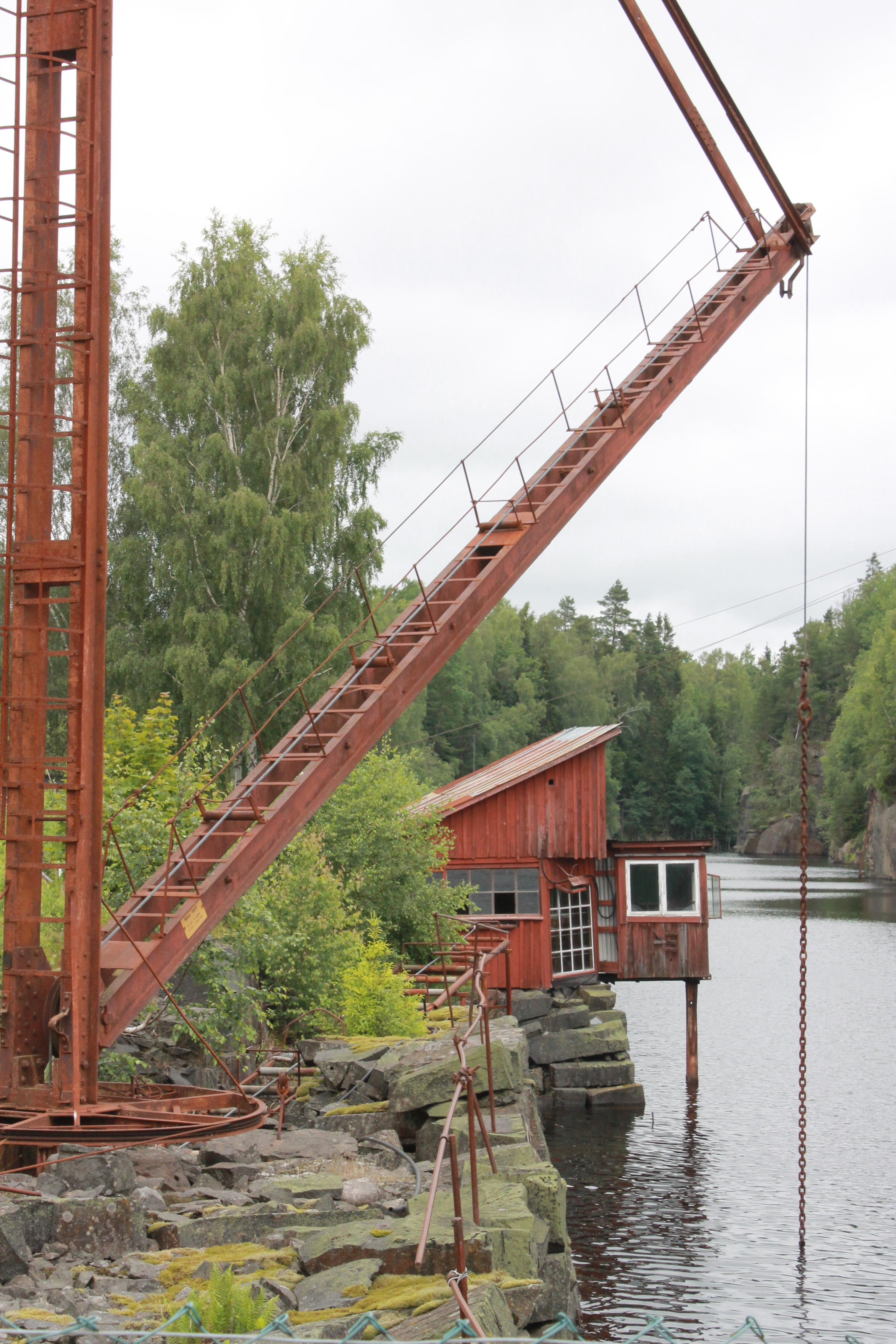
Gammal kran på friluftsmuseet Svarta bergen i Hägghult.

Diabas är en gångbergart, som förekommer allmänt i Sverige. I Västergötland kallas den platådiabas eller trapp och finns som översta lager på platåbergen.

## Förekomster

### Hälleforsgången
På flera platser finns det ställen där smält magma har trängt in i eller upp genom sprickor (intruderat) i den omgivande berggrunden och bildat en lokalt avvikande bergart i form av en diabasgång. Som ett exempel på en extremt mäktig diabasgång kan nämnas den sydost om sjön Hjälmaren strykande Hälleforsgången, som har en längd av 40 kilometer och en största bredd av två kilometer. Hälleforsgången är Sveriges största diabasgång och upptar en sammanlagd yta av 40–50 kvadratkilometer och sätter i stor utsträckning sin prägel på de områden den övertvärar, då den framträder med egna landskapsformer. Ett av de mer karakteristiska avsnitten av Hälleforsgången har därför tagits upp som riksobjekt och har klass II i Södermanlands länsstyrelses naturvårdsprogram.

### Svarta Linjen
Svarta Linjen är en smal diabasgång 10–15 meter bred, som sträcker sig från Olofström i söder till Farabol i norr. Totalt finns det 45 olika stenbrott på den här sträckan. Den höga densiteten, den korpsvarta färgen och svårigheten att få fram stora block gjorde stenen dyrbar. Även på Skånesidan och i sydvästra Småland finns gångar av hyperitdiabas. Där är gångarna betydligt bredare, upp till 100 meter. Avkylningen av magman gick här långsammare och stenen blev inte lika hård. I denna diabasgång påbörjades brytning på 1880-talet.

### Hägghult
En berömd, helt svart, mycket finkornig diabas bryts i Hägghult i Lönsboda i Skåne. Diabasens höga kvalitet i detta område har gjort den eftertraktad av konstnärer över hela världen. En av de mer namnkunniga var japanen Takashi Naraha. Empire State Building är delvis dekorerad med diabas från detta område och US Marine Corps Memorial har en sockel gjord av diabasen från Göingebygden.

### Platåbergen i Västergötland
Platåbergen i Västergötland, till exempel Billingen, har överst ett lager av diabas, vilket har motverkat nedbrytning av berget.

## Ekonomisk geologi

### Brytning
Författaren Harry Martinson som bodde i Lönsbodatrakten som barn ger denna målande beskrivning i boken Nässlorna blomma:
| ” | Män i slokhattar växte ur marken. Vart barnen än gingo för att leka öppnade sig avgrundsdjupa stenbrott svartmyllrande av män med dynamit i händerna. Deras munnar voro fyllda av eder, sånger och väldiga försäkringar. De borrade in järnkäppar i berget; slog ner dem med släggor och så sköt de. Eld i berget! skrek de och klungade ihop sig i passet. Då dånade det där nere och stationssamhället gungade till. Så var det varje dag, hela dagen, överallt var förbjudet att gå. Landskapet var uppfläkt och urholkat. | „ |

Stenen fick försäljningsnamnet svart granit. Den svarta stenen blev så oerhört eftertraktad att den trots besvärliga och dyra landtransporter var lönsam att bryta. Övergången till det grå urberget som omger diabasgången är direkt. Att hitta gången med den svarta stenen kunde vara både tålamodsprövande och mödosamt. Den exakta sträckningen var ju inte känd. Ofta gav ”suggorna” vägledning. Det var flyttblock som inlandsisen skalat bort från diabasgången. De låg alltid öster om denna, ibland till största delen under jord. Genom att stöta med ett spett och lyssna till "klangen" kunde man avgöra om det lät lönsamt.
Den första tiden sköttes den mesta brytningen av de större bolagen. Blekinge var tätt befolkat och fattigdomen var stor då jordbruket inte kunde ge alla bröd för dagen. Stenbrotten blev en efterlängtad ny näring och stenarbetarna blev en fri arbetskår. Många bönder och småföretagare förstod snabbt värdet av stenen och började själva bryta eller sälja brytningsrätter.

#### Gylsboda
Den lilla byn Gylsboda fyra kilometer söder om Lönsboda har kallats stenindustrins vagga och har ett friluftsmuseum. På 1870-talet påträffades här vad som kallades den ”svarta graniten” och brytningen startade 1890. Som mest sysselsatte industrin omkring 400 man och ett brukssamhälle byggdes upp med som mest nästan 1 000 invånare.

#### Svarta Bergen

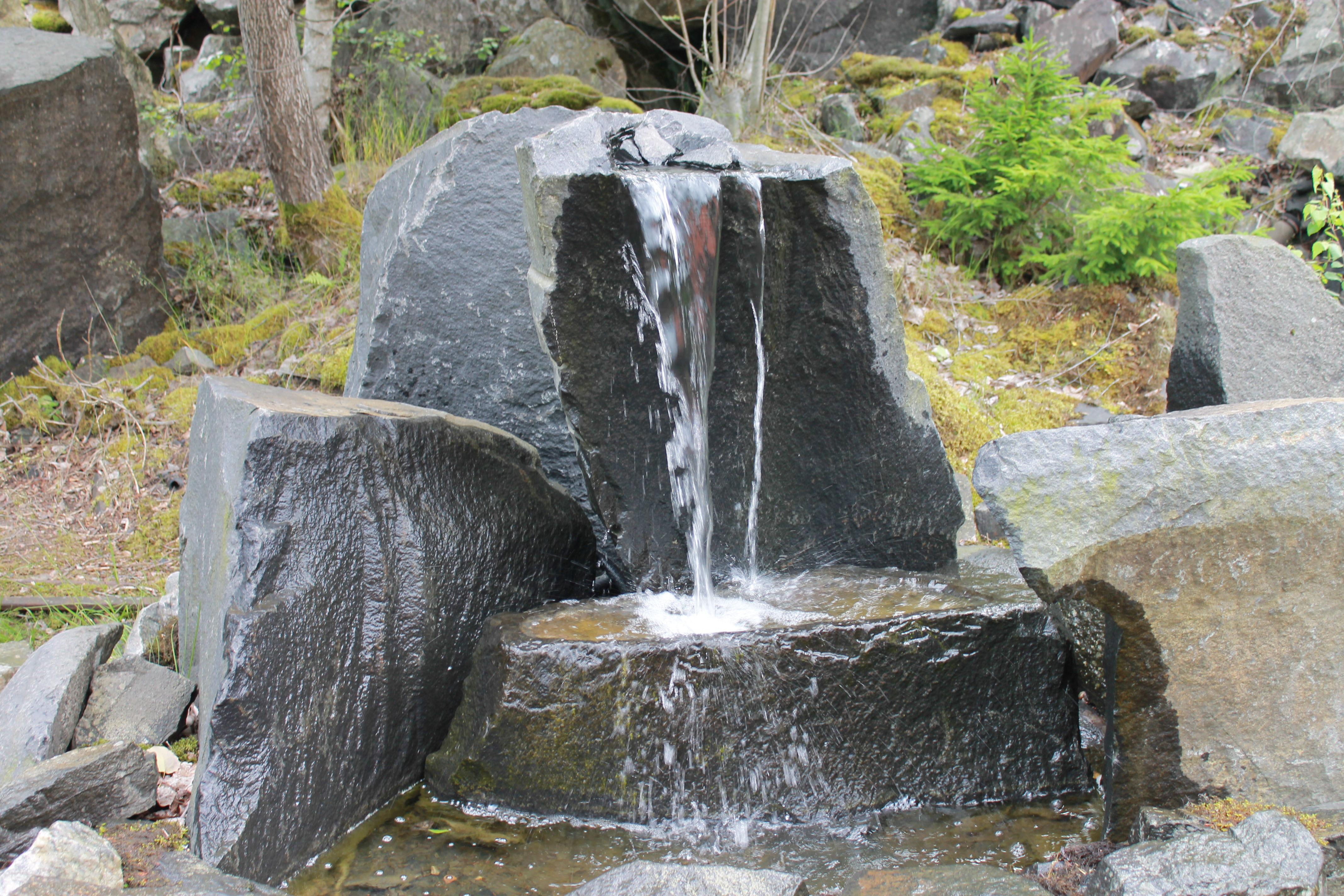
Vatten som rinner över diabas på friluftsmuseet Svarta bergen i Hägghult.

Väster om Lönsboda ligger Hägghults stenbrott med friluftsmuseet Svarta Bergen. Här har funnits flera stenbrott, varav ett fortfarande i drift.
Stenbrytningen började hantverksmässigt i slutet av 1800-talet. År 1899 började provbrytning även i Hägghult och på båda orterna fick verksamheten snart industriell omfattning. I Hägghult har brytningen pågått under hela 1900-talet med undantag för de båda världskrigen, och enorma mängder råvara har vinschats upp av de totalt 16 kranar som fanns runt fyndigheten. I dag omnämns stenbrottet som världens största dagbrott för svart diabas, med en längd på 900 meter, en bredd på 50 meter och ett djup på 75 meter. Även kvalitén på diabasen tillhör världens främsta, vilket gjort den eftersökt för många användningsområden.
Än idag bryts diabas i Hägghult. Diabasådrorna går här alltid i NNO-SSV och är i allmänhet cirka 50 meter breda och någon kilometer långa. Svart diabas har brutits på minst 18 platser i Örkeneds socken. Brytningen startade på allvar på 1890-talet. Efterfrågan steg snabbt, inte minst på exportmarknaderna, och stenindustrin blev inom de närmaste decennierna mycket utbredd i trakten. I Hägghult arbetade som mest 128 man så sent som på 1960-talet. Vid båda dessa platser och i Södra Duvhult bryts diabas än i dag medan övriga brott är nedlagda och helt eller delvis vattenfyllda. Nu är allt högmekaniserat och i Hägghult arbetar bara sex personer idag. En hydraulisk borrvagn betjänad av en man klarar att borra lika mycket som 200 man vid sekelskiftet, och grävmaskiner och lastmaskiner har ersatt alla kranar från förr.

#### Västergötland
Brytning av diabas som vägbeläggningsmaterial har utförts av Skanska i Billingsryds stenbrott i utkanten av Skövde.

### Berwaldhallen
’’Huvudartikel: Berwaldhallen’’
Berwaldhallen invigdes i november 1979 som hemmalokal för Sveriges Radios symfoniorkester och radiokören. Hallen är nedsprängd så att två tredjedelar ligger under marknivå i berg som består av granit och gnejs och har en diabasgång som dekorativt element.

### Transport
År 1901 öppnades den 72 kilometer långa Sölvesborg-Olofström-Älmhults Järnväg efter tre års arbeten. Från starten blev transport av sten en viktig uppgift för banan. I skogarna längs järnvägen fanns diabas, och stenbrott togs upp på många ställen. Den största utlastningsstationen var Gylsboda söder om Lönsboda.